# Arnegunde

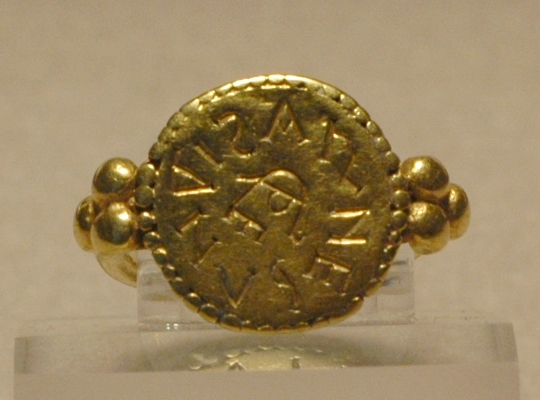
Goldener Ring der Arnegunde mit Namensinschrift

Arnegunde (auch Aregunde, französisch Arégonde * um 515/520; † um 565/570) war eine Ehefrau des fränkischen Königs Chlothar I.

## Leben
Arnegunde war die Schwester von Chlothars erster Frau Ingund (auch Ingonde, Ingund, Ingunda oder (lateinisch) Ingundis) Tochter von König Baderic von Thüringen und Mutter von Chilperich I. Da Chilperich um 534 geboren wurde, wird Arnegundes Heirat auf ca. 533/534 datiert. Damals war Ingund noch am Leben.

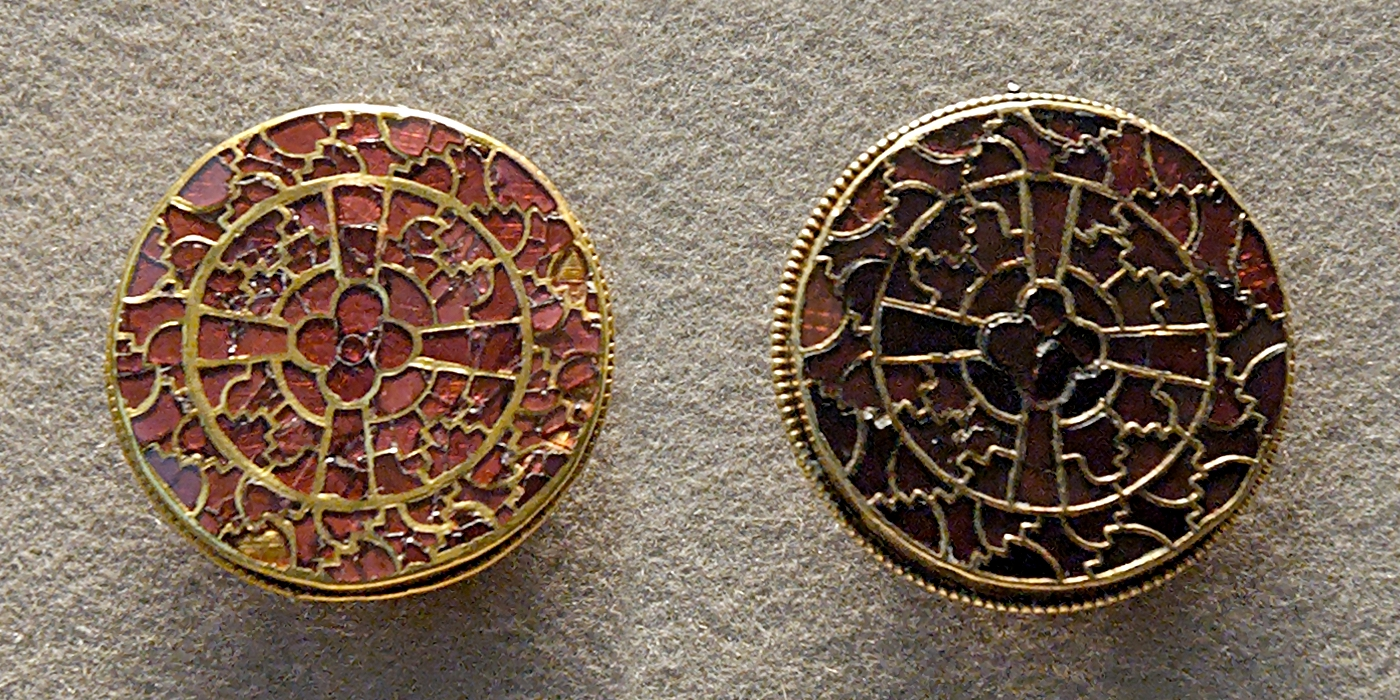
Scheibenfibelpaar aus dem Arnegundegrab

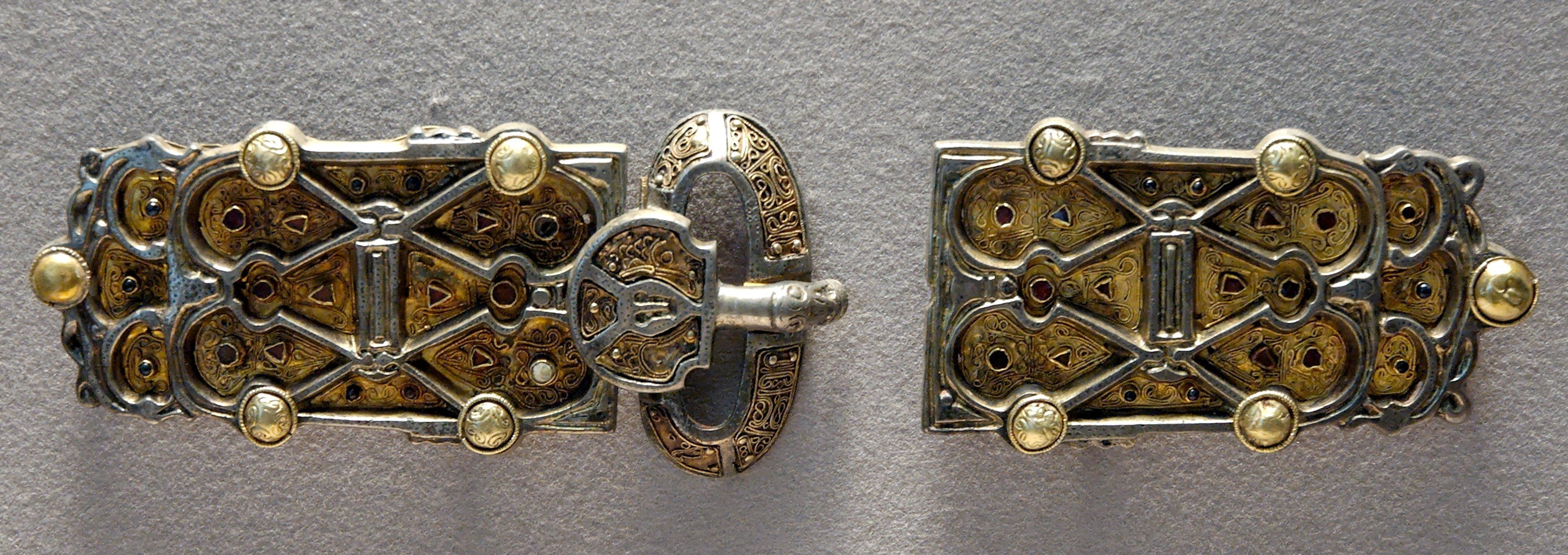
Gürtel aus dem Arnegundegrab

## Das Arnegundegrab
Im Jahr 1959 wurde in der Basilika Saint-Denis (in Saint-Denis bei Paris) ein Sarkophag mit der außerordentlich reichen, gut erhaltenen Bestattung einer ungefähr 45 Jahre alten Frau gefunden. Die Tote war mit einem Leinenhemd, einer knielangen Tunika und einem aufwändig verzierten knöchellangen Mantel aus Seide sowie Strümpfen, Schuhen und einem Schleier bekleidet. Über dem Kleid trug sie einen Gürtel mit aufwändiger Schnallengarnitur, den Mantel verschlossen zwei Scheibenfibeln und eine große Nadel auf der Brust. Ein am linken Daumen getragener goldener Ring mit der Inschrift ARNEGUNDIS REGINE ermöglichte die Identifikation der Toten.

## Zweifel an der Identifikation
An der Identifikation der Begrabenen mit der Gemahlin Chlothars ist in der Forschung gelegentlich gezweifelt worden. So seien die Tierstilverzierungen des Stils II einzelner Funde so spät anzusetzen, dass die Objekte nicht zur Zeit der Gemahlin Chlothars entstanden sein können. Es handele sich daher wohl um eine in den Schriftquellen nicht erwähnte spätere Königin gleichen Namens. Mittlerweile werden diese Funde jedoch aufgrund neuer Datierungen als besonders frühe Beispiele des Tierstils II gewertet, der sich am fränkischen Königshof niederschlug.